# Aleksej Petuchov
Aleksej Petuchov, född den 28 juni 1983, är en rysk längdåkare som tävlat i världscupen sedan 2003.
Petuchov tävlar huvudsakligen i sprint och hans främsta framgångar är just från denna distans. Han vann tävlingarna i Düsseldorf 2009. Samma år deltog han vid VM i Liberec där han blev nia i sprinten. Han vann även världscupsprinten i ryska Rybinsk den 5 februari 2011.
Vid Olympiska vinterspelen 2010 deltog han bara i teamsprinten där han och Nikolaj Morilov blev bronsmedaljörer. 
Petuchov har 14 pallplatser hittills i karriären, varav två individuella världscupsegrar. 